# Martha Raye
Martha Raye, pseudonimo di Margaret Yvonne Teresa Reed (Butte, 27 agosto 1916 – Los Angeles, 19 ottobre 1994), è stata un'attrice statunitense.

## Biografia
I genitori di Martha Raye, Peter F. Reed e Maybelle Hooper, erano artisti del vaudeville, immigrati negli Stati Uniti dall'Irlanda. La Raye vide la luce il 27 agosto 1916 a Butte (Montana), durante una tournée dei genitori, noti nell'ambiente dello spettacolo come "Reed and Hooper". A tre anni era già sul palcoscenico con il fratellino Bud in un numero battezzato "Margie and Bud", e la sua carriera proseguì anche durante gli anni della scuola, che frequentò in maniera sporadica e incompleta.
Durante i primi anni trenta divenne vocalist nelle band di musicisti quali Paul Ash e Boris Morros e fece la sua prima apparizione cinematografica in un "corto" dal titolo A Nite in the Nite Club, prodotto nel 1934. Due anni più tardi fu scritturata come attrice comica dalla Paramount Pictures e debuttò nel film Rhythm on the Range (1936), accanto a Bing Crosby, all'epoca all'apice della celebrità come crooner. Nello stesso periodo divenne una star della radio grazie allo show radiofonico condotto per la CBS da Al Jolson, con il quale si esibì in duetti canori.
Nella prima metà degli anni quaranta la Raye rivelò la propria comicità in celebri commedie come Hellzapoppin' (1941) e La fidanzata di tutti (1944), ma la sua attività artistica si concentrò sugli spettacoli di intrattenimento per le truppe americane al fronte. Il suo impegno e la sua dedizione a questa causa non vennero mai meno: anche nei decenni successivi la Raye continuò a lavorare intensamente, in occasione del conflitto in Corea e più tardi durante la guerra del Vietnam, spostandosi per esibirsi nelle località in cui erano stanziate le truppe americane. Per il suo volontario contributo allo sforzo bellico e per i suoi servigi in favore delle truppe impegnate al fronte, la Raye ottenne nel 1969 uno speciale Academy Award, il premio umanitario Jean Hersholt, mentre nel 1993 l'allora presidente USA Bill Clinton la insignì della Medaglia presidenziale della libertà per i suoi meriti nei confronti della nazione.
La Raye si allontanò progressivamente dal grande schermo, ma nel 1947 interpretò quello che è probabilmente il suo ultimo grande ruolo, nel film Monsieur Verdoux, diretto e interpretato da Charlie Chaplin. Con i suoi abiti chiassosi e il suo incedere bovino, la Raye diede del personaggio della volgare Annabella Bonheur una vigorosa caratterizzazione, contribuendo a rendere le scene girate con Chaplin tra le migliori del film. Raffinato e moderno Barbablù, che sposa ricche signorine per poi ucciderle ed ereditarne i beni, Verdoux fallisce con la chiassosa Annabella, tentando invano di avvelenarla e successivamente di farla annegare.
Martha Raye proseguì la carriera durante gli anni cinquanta, concentrandosi sul piccolo schermo. Dal 1954 al 1956 condusse uno spettacolo personale, The Martha Raye Show, nel quale ebbe come partner l'ex pugile Rocky Graziano. Apparve anche in un altro celebre spettacolo televisivo, What's My Line?. Tuttavia la chiusura del suo show, in concomitanza con il fallimento del suo quinto matrimonio e con gravi e ricorrenti problemi di salute, la condusse a un tentativo di suicidio. Il 14 agosto 1956 l'attrice fu ricoverata in ospedale dopo aver ingerito una dose eccessiva di sonniferi, ma riuscì a salvarsi e a riprendersi.
Oltre che per le doti di attrice comica e di intrattenitrice, Martha Raye fu celebre anche per la particolarità delle sue fattezze: una bocca dalle dimensioni sproporzionate rispetto al resto del volto, particolarità che fu però un suo marchio di fabbrica, tanto da farle guadagnare il soprannome "The Big Mouth". Durante gli anni settanta l'attrice si prestò ironicamente a una campagna pubblicitaria televisiva per lo sponsor Polident, che reclamizzava prodotti di pulizia per i denti. Ma già durante gli anni trenta la sua caratteristica fisica era stata ritratta in maniera affettuosamente caricaturale nel cartoon Mother Goose Goes Hollywood, in cui appariva in un duetto danzante con il comico Joe E. Brown (anch'egli noto per le dimensioni della bocca), e in un altro cartoon della Warner Bros., The Woods Are Full of Cuckos (1937), in cui era ritratta come una cantante jazz dal nome "Moutha Bray".
Dopo aver trionfato a Broadway nel 1967 con il musical Hello, Dolly!, negli anni settanta la Raye riprese a lavorare per la televisione con una certa regolarità, interpretando personaggi stravaganti in celebri serie come The Bugaloos (1970-1971), uno show per bambini in cui ebbe il ruolo della "cattiva" Benita Bizarre, The Red Skelton Show (1963-1971), McMillan e signora (1976-1977), Alice (1979-1984).

## Vita privata
Martha Raye ebbe una tumultuosa vita sentimentale, con ben sette matrimoni:
- dal 1937 al 1938 con il make-up artist Bud Westmore
- dal 1938 al 1941 con il compositore David Rose (che successivamente sposò Judy Garland)
- dal 1941 al 1944 con Neal Lang
- dal 1944 al 1953 con Nick Condos, da cui ebbe la sua unica figlia, Melaye, nata il 26 luglio 1944
- dal 1954 al 1956 con Edward T. Begley
- dal 1956 al 1960 con Robert O'Shea
- dal 1991 fino alla morte con Mark Harris

L'ultimo matrimonio con Mark Harris, celebrato a Las Vegas nel 1991, suscitò l'attenzione dei media, sia per la notevole differenza di età tra la settantacinquenne Raye e il quarantaduenne Harris, sia perché gli sposi si conoscevano da appena un mese. Tuttavia Harris fu vicino alla Raye nei suoi difficili ultimi tre anni di vita: l'attrice, già affetta dai sintomi della malattia di Alzheimer, subì un aggravamento delle condizioni all'apparato circolatorio e nel 1993 dovette sottoporsi all'amputazione di entrambi gli arti inferiori. Ulteriori problemi all'apparato cardiovascolare e una polmonite la condussero alla morte il 19 ottobre 1994, all'età di settantotto anni. Fu seppellita con gli onori militari nel cimitero di Fort Bragg (Carolina del Nord).

## Filmografia

### Cinema
- Rhythm on the Range, regia di Norman Taurog (1936)
- The Big Broadcast of 1936, regia di Mitchell Leisen (1936)
- Hideaway Girl, regia di George Archainbaud (1936)
- College Holiday, regia di Frank Tuttle (1936)
- Waikiki Wedding, regia di Frank Tuttle (1937)
- Mountain Music, regia di Robert Florey (1937)
- Artisti e modelle (Artists & Models), regia di Raoul Walsh (1937)
- Double or Nothing, regia di Theodore Reed (1937)
- The Big Broadcast of 1938, regia di Mitchell Leisen (1938)
- Ritmi a scuola (College Swing), regia di Raoul Walsh (1938)
- Tropic Holiday, regia di Theodore Reed (1938)
- Give Me a Sailor, regia di Elliott Nugent (1938)
- Tira a campare! (Never Say Die), regia di Elliott Nugent (1939)
- $ 1000 a Touchdown, regia di James P. Hogan (1939)
- The Farmer's Daughter, regia di James P. Hogan (1940)
- Hellzapopping in Grecia (The Boys from Syracuse), regia di A. Edward Sutherland (1940)
- Navy Blues, regia di Lloyd Bacon (1941)
- Razzi volanti (Keep 'em Flying), regia di Arthur Lubin (1941)
- Hellzapoppin', regia di H.C. Potter (1941)
- La fidanzata di tutti (Pin Up Girl), regia di H. Bruce Humberstone (1944)
- Monsieur Verdoux, regia di Charles Chaplin (1947)
- La ragazza più bella del mondo (Billy Rose's Jumbo), regia di Charles Walters (1962)
- Clown Alley, regia di Seymour Berns (1966) – film tv
- The Phynx, regia di Lee H. Katzin (1970)
- Pufnstuf, regia di Hollingsworth Morse (1970)
- 'Twas the Night Before Christmas, regia di Tim Kiley (1977)
- Airport '80 (The Concorde: Airport 79), regia di Lee H. Katzin (1979)
- Skinflint: A Country Christmas Carol , regia di Marc Daniels (1979) – film tv
- The Gossip Columnist, regia di James Sheldon (1980) – film tv
- Pippin: His Life and Times, regia di David Sheehan (1981) – film tv
- Alice in Wonderland, regia di Harry Harris (1985) – film tv

### Televisione
- Musical Comedy Time - serie TV, episodio 1x01 (1950)
- Producer's Showcase - serie TV, episodio 1x03 (1954)
- La legge di Burke (Burke's Law) – serie TV, episodio 2x21 (1965)
- Magic Mansion - serie TV, episodi 1x11-1x12 (1966)
- The Bugaloos - serie TV, 17 episodi (1970-1971)
- The Red Skelton Show - serie TV, 8 episodi (1963-1971)
- Love, American Style - serie TV, episodio 5x11 (1973)
- McMillan e signora (McMillan & Wife) - serie TV, 7 episodi (1976-1977)
- Love Boat (The Love Boat) - serie TV, episodi 2x15-5x11 (1979-1981)
- Alice - serie TV, 12 episodi (1979-1984)
- La signora in giallo (Murder, She Wrote) - serie TV, episodio 1x19 (1985)

## Doppiatrici italiane
- Dhia Cristiani in Razzi volanti, Helzapoppin - Il cabaret dell'inferno, Hellzapopping in Grecia
- Wanda Tettoni in Airport '80, Alice (1ª voce)
- Tina Lattanzi in Monsieur Verdoux
- Franca Dominici in La fidanzata di tutti
- Alina Moradei in Love Boat
- Laura Carli in Alice (2ª voce)
- Franca Lumachi in La signora in giallo